# Jyan
Jyan, Jian o Khian fue el cuarto soberano de la dinastía XV de Egipto,conocida como de los hicsos, quien gobernó alrededor de 1603-1583 a. C.
Con este monarca la dinastía XV llegó a su mayor grado de influencia, al punto que, por la dispersión de los objetos hallados con referencias a este rey, antiguamente algunos estudiosos pensaron en la existencia de un Imperio Hicso que se extendía por gran parte del Cercano Oriente.
von Beckerath lo identidica con el Iannás de Manetón y Flavio Josefo, al cual se atribuye un reinado de 50 años y un mes; el cronista Julio Africano, por su parte, lo llama Staán y dice que reinó por 50 años. Actualmente la duración de su reinado se estima en torno a los 20 años.
Una tapa de cerámica, procedente del palacio de Cnosos, un fragmento de cerámica de la capital hitita, Hattusas (Boğazköy) y un pequeño león hallado en Bagdad, todos con su cartucho indican un área de influencia polìtica y comercial más que un imperio unificado. El hallazgo en Gebelein de pesados bloques con los cartuchos de Seuserenra confirman que, al menos durante un tiempo, el poder hicso llegó hasta los límites del Alto Egipto.

## Testimonios de su época
Su nombre, Jyan, aparece inscrito en:
- restos de las ciudades de Gebelein y Bubastis,
- un jarrón, en Cnosos,
- varios escarabeos localizados en Palestina,
- un león esculpido en granito, en Bagdad.

## Titulatura
| Titulatura | Jeroglífico | Transliteración (transcripción) - traducción - (referencias) |

| G5 |

| G5 |

| i | n · X7 | N17 · Z2s |

| i | n · X7 | N17 · Z2s |

| i | n · X7 | N17 · Z2s |

| i | n · X7 | N17 · Z2s |

| G5 |

| G5 |

| i | n · X7 | N17 · Z2s |

| i | n · X7 | N17 · Z2s |

| i | n · X7 | N17 · Z2s |

| i | n · X7 | N17 · Z2s |

| N5 | s | F12 · D54 | n |

| N5 | s | F12 · D54 | n |

| N5 | s | F12 · D54 | n |

| N5 | s | F12 · D54 | n |

| N5 | s | F12 · D54 | n |

| N5 | s | F12 · D54 | n |

| N5 | s | F12 · D54 | n |

| N5 | s | F12 · D54 | n |

| N5 | s | F12 · D54 | n |

| N5 | s | F12 · D54 | n |

| N5 | s | F12 · D54 | n |

| N5 | s | F12 · D54 | n |

| N5 | s | F12 · D54 | n |

| N5 | s | F12 · D54 | n |

| N5 | s | F12 · D54 | n |

| N5 | s | F12 · D54 | n |

| Aa1 | i | i | G1 | n |

| Aa1 | i | i | G1 | n |

| Aa1 | i | i | G1 | n |

| Aa1 | i | i | G1 | n |

| Aa1 | i | i | G1 | n |

| Aa1 | i | i | G1 | n |

| Aa1 | i | i | G1 | n |

| Aa1 | i | i | G1 | n |

| Aa1 | i | i | G1 | n |

| Aa1 | i | i | G1 | n |

| Aa1 | i | i | G1 | n |

| Aa1 | i | i | G1 | n |

| Aa1 | i | i | G1 | n |

| Aa1 | i | i | G1 | n |

| Aa1 | i | i | G1 | n |

| Aa1 | i | i | G1 | n |

| F12 |

| F12 |

| D54 |

| D54 |

| F12 · D54 |

| F12 · D54 |